# سابینو باریناگا
سابینو باریناگا (اسپانیایی: Sabino Barinaga‎; ۱۵ اوت ۱۹۲۲ – ۱۹ مارس ۱۹۸۸) بازیکن سابق و مربی فوتبال اهل اسپانیا بود.
از باشگاه‌هایی که در آن بازی کرده‌است می‌توان به باشگاه فوتبال ساوت‌همپتون، باشگاه فوتبال رئال وایادولید، باشگاه فوتبال رئال بتیس، باشگاه فوتبال رئال سوسیداد، و باشگاه فوتبال رئال مادرید اشاره کرد.

## دوران بازیکنی
باریناگا که در دورانگو، بیسکای متولد شد، در دوران نوجوانی در آغاز جنگ داخلی اسپانیا به همراه دو تن از سه خواهر و برادر خود به انگلستان نقل مکان کرد. برخی دیگر از پناهندگانی که در سال ۱۹۳۷ همین سفر را انجام دادند نیز فوتبالیست شدند، از جمله امیلیو آلدکوآ، خوزه گایگو و رایموندو لزاما. باریناگا در حالی که برای دبیرستان محلی خود بازی می‌کرد توسط ساوت‌همپتون کشف شد و یک فصل را با تیم دوم خود گذراند و ۶۲ گل به ثمر رساند.
باریناگا با بازگشت به کشورش در پایان درگیری و قبل از آغاز جنگ جهانی دوم، پیشنهاد غول باسک اتلتیک بیلبائو را رد کرد و در عوض به رئال مادرید رفت. او که یک مهاجم داخلی در جناح راست بود، اولین بازی خود در لالیگا را در ۲۸ آوریل ۱۹۴۰ در باخت ۱–۳ خارج از خانه مقابل اتلتیک بیلبائو انجام داد، که تنها حضور او در آن فصل بود.
از سال ۱۹۴۱ تا ۱۹۴۳، پس از نزدیک به دو سال حضور قرضی در سگوندا دیویزیون با رئال وایادولید، باریناگا در ۴۸ بازی ۳۸ گل در لیگ به ثمر رساند، اما خامه‌ای‌ها در این دوره هیچ جامی کسب نکردند. او اولین گل تاریخ در ورزشگاه سانتیاگو برنابئو، در پیروزی ۳–۱ مقابل بلننسس پرتغال در ۱۴ دسامبر ۱۹۴۷ به ثمر رساند، و در طول ۹ سال حضور خود در این باشگاه، سه جام بزرگ به دست آورد. دو کوپا دل ژنرالیسیمو، با گلزنی بازیکن در فینال سال ۱۹۴۶ مقابل والنسیا (۳–۱) و یک کوپا اوا دیورته. در ۱۳ ژوئن ۱۹۴۳، او با چهار گل در ۵۶ دقیقه نقش مهمی در پیروزی ۱۱ بر ۱ رئال مادرید مقابل بارسلونا در نیمه‌نهایی کوپا دل ژنرالیسیمو سال ۱۹۴۳ داشت که پس از باخت ۰–۳ در ورزشگاه لس کورتس.
باریناگا در سال ۱۹۵۰ رئال مادرید را به عنوان یک بازیکن آزاد ترک کرد - که در آخرین فصل خود عمدتاً به عنوان یک مدافع مرکزی ظاهر شد - سپس سه فصل دیگر در سطح اول فوتبال با رئال سوسیداد در منطقه زادگاهش بازی کرد. در تابستان ۱۵۴ به درخواست خود او قراردادش فسخ شد و به رئال بتیس پیوست و در آنجا به عنوان بازیکن بازنشسته شد.

## دوران مربیگری
باریناگا مربیگری را دقیقاً با آخرین باشگاه خود آغاز کرد. برای فصل ۱۹۵۷–۵۸، او به اوساسونا در لالیگا رفت و در بیشتر دهه بعد در آن رده باقی ماند. در سال ۱۹۶۲ او همچنین سی دی مالاگا را به صعود به لالیگا هدایت کرد اما فصل بعد دوباره سقوط کرد کرد. سرنوشتی مشابه آنچه در رئال بتیس در سال ۱۹۶۸ و رئال مایورکا در سال ۱۹۷۰ رقم زد.
باریناگا در خارج از کشور برای چند ماه با کلاب آمه‌ریکا در مکزیک کار کرد و بعداً تیم‌های ملی نیجریه و مراکش را هدایت کرد. آخرین کار او در رئال اویدو بود - که چند سال قبل در لیگ برتر مربیگری کرده بود - نتوانست از سقوط به دسته پایین‌تر در سال ۱۹۷۸جلوگیری کند.

## مرگ
باریناگا در ۱۹ مارس ۱۹۸۸ در مادرید در سن ۶۵ سالگی بر اثر بیماری قلبی درگذشت. او در قبرستان آلمودنا در شهر به خاک سپرده شد.

## افتخارات

### دوران بازی

#### رئال مادرید
- کوپا دل ژنرالیسیمو: ۱۹۴۶،[۶] ۱۹۴۷[۸]
- کوپا اوا دوارته: ۱۹۴۷[۹]